# Outlander – Az idegen
Az Outlander – Az idegen (eredeti cím: Outlander) 2014-ben bemutatott brit-amerikai televíziós sorozat, ami Diana Gabaldon azonos című könyvsorozatát veszi alapul. A műsor alkotója Ronald D. Moore, a történet pedig egy háborúban szolgált nővérről szól, aki egy misztikus állókő hatására az 1700-as évek Skóciájába kerül vissza. A főbb szereplők közt megtalálható Caitríona Balfe, Sam Heughan, Graham McTavish, Gary Lewis és Tobias Menzies.
A sorozatot az Amerikai Egyesült Államokban a Starz mutatta be 2014. augusztus 9-én. Magyarországon az AXN White tűzte műsorra 2014. november 14-én, majd évekkel később a csatorna utódja, a Viasat 2 folytatta 2022. április 12-től. A két bemutató közt a sorozat felkerült a magyar Netflix kínálatába is.

## Cselekmény
A történet 1945-ben indul, főszereplője Claire Randall, aki a háború alatt a brit hadseregben szolgált hadiápolóként. A háború befejezte után férjével, a szintén a hadseregben szolgált Frankkel a skóciai Invernessbe mennek pihenni, ahol Claire egy állókőcsoportra lel, aminek mágiája elragadja őt. Claire egészen 1743-ba kerül vissza és egy csapat lázadóval, a MacKenzie klán tagjaival kerül össze. A helyzethez alkalmazkodni próbáló Claire gyógyítóként helyezkedik el a klánnál és érdekházasságot köt az egyik hegylakóval, Jamie Fraserrel, akivel egy idő után valóban szerelem szökken szárba köztük.

## Szereplők
| Szereplő         | Színész         | Magyar hang           |
| ---------------- | --------------- | --------------------- |
| Claire Randall   | Caitríona Balfe | Götz Anna             |
| Frank Randal     | Tobias Menzies  | Pusztaszeri Kornél    |
| Jamie Fraser     | Sam Heughan     | Czető Roland          |
| Dougal MacKenzie | Graham McTavish | Fazekas István        |
| Colum MacKenzie  | Gary Lewis      | Barbinek Péter        |
| Geillis Duncan   | Lotte Verbeek   | Mezei Kitty           |
| Murtagh Fraser   | Duncan Lacroix  | Gubányi György István |
| Angus Mhor       | Stephen Walters | Koncz István          |
| Rupert MacKenzie | Grant O'Rourke  | Szokol Péter          |
| Mrs. Fitzgibbons | Annette Badland | Bókai Mária           |

## Epizódok
| Évad | Évad | Epizódok | Eredeti sugárzás     | Eredeti sugárzás   | Eredeti adó        | Magyar sugárzás    | Magyar sugárzás  | Magyar adó |
| Évad | Évad | Epizódok | Évadpremier          | Évadfinálé         | Eredeti adó        | Évadpremier        | Évadfinálé       | Magyar adó |
| ---- | ---- | -------- | -------------------- | ------------------ | ------------------ | ------------------ | ---------------- | ---------- |
|      | 1    | 16       | 2014. augusztus 9.   | 2015. május 30.    |                    | 2014. november 14. | 2015. július 15. |            |
|      | 2    | 13       | 2016. április 9.     | 2016. július 9.    | 2016. december 22. | 2017. január 16.   |                  |            |
|      | 3    | 13       | 2017. szeptember 10. | 2017. december 10. | 2022. április 12.  | 2022. április 28.  |                  |            |
|      | 4    | 13       | 2018. november 4.    | 2019. január 27.   | 2022. április 29.  | 2022. május 17.    |                  |            |
|      | 5    | 12       | 2020. február 16.    | 2020. május 10.    | 2022. május 18.    | 2022. június 2.    |                  |            |
|      | 6    | 8        | 2022. március 6.     | 2022. május 1.     | n/a                | n/a                | n/a              |            |
|      | 7    | 16       | 2023. június 16.     | 2025. január 17.   | n/a                | n/a                | n/a              |            |

## Díjak és jelölések
| Év   | Díj                                       | Kategória                                                                    | Jelölt | Eredmény | Forrás        |
| ---- | ----------------------------------------- | ---------------------------------------------------------------------------- | --- | -------- | ------------- |
| 2014 | Critics' Choice Television Awards         | Legizgalmasabb új sorozat                                                    | Outlander – Az idegen | Elnyerte | [ 7 ]         |
| 2015 | People’s Choice Awards                    | Az év kábeles sci-fi/fantasyműsora                                           | Outlander – Az idegen | Elnyerte | [ 8 ]         |
| 2015 | Szaturnusz-díj                            | Legjobb televíziós müsor                                                     | Outlander – Az idegen | Jelölve  | [ 9 ] [ 10 ]  |
| 2015 | Szaturnusz-díj                            | Legjobb televíziós színész                                                   | Tobias Menzies | Jelölve  | [ 9 ] [ 10 ]  |
| 2015 | Szaturnusz-díj                            | Legjobb televíziós színésznő                                                 | Caitríona Balfe | Elnyerte | [ 9 ] [ 10 ]  |
| 2015 | Szaturnusz-díj                            | Legjobb televíziós férfi mellékszereplő                                      | Sam Heughan | Jelölve  | [ 9 ] [ 10 ]  |
| 2015 | Irish Film & Television Awards            | Legjobb női főszereplő drámasorozatban                                       | Caitríona Balfe | Jelölve  | [ 11 ] [ 12 ] |
| 2015 | Irish Film & Television Awards            | Rising Star Award                                                            | Caitríona Balfe | Jelölve  | [ 11 ] [ 12 ] |
| 2015 | Primetime Emmy-díj                        | Legjobb zene (sorozat)                                                       | Bear McCreary ("Sassenach")                                                                                               | Jelölve  | [ 13 ]        |
| 2016 | People’s Choice Awards                    | Az év kábeles sci-fi/fantasyműsora                                           | Outlander – Az idegen | Elnyerte | [ 14 ]        |
| 2016 | People’s Choice Awards                    | Az év tévés sci-fi/fantasyszínésze                                           | Sam Heughan | Jelölve  | [ 14 ]        |
| 2016 | People’s Choice Awards                    | Az év tévés sci-fi/fantasyszínésznője                                        | Caitríona Balfe | Elnyerte | [ 14 ]        |
| 2016 | Golden Globe-díj                          | Legjobb televíziós drámasorozat                                              | Outlander – Az idegen | Jelölve  | [ 15 ]        |
| 2016 | Golden Globe-díj                          | Legjobb női főszereplő (drámasorozat)                                        | Caitríona Balfe | Jelölve  | [ 15 ]        |
| 2016 | Golden Globe-díj                          | Legjobb férfi mellékszereplő (sorozat, minisorozat vagy tévéfilm)            | Tobias Menzies | Jelölve  | [ 15 ]        |
| 2016 | Costume Designers Guild Awards            | Legjobb korszakos televíziós műsor                                           | Terry Dresbach | Jelölve  | [ 16 ]        |
| 2016 | Critics' Choice Awards                    | Legjobb darálásra alkalmas sorozat                                           | Outlander – Az idegen | Elnyerte | [ 17 ]        |
| 2016 | Women's Image Network Awards              | Legjobb drámasorozat                                                         | Outlander – Az idegen ("A helyőrség parancsnoka")                                                                         | Elnyerte | [ 18 ]        |
| 2016 | Women's Image Network Awards              | Legjobb színésznő drámasorozazban                                            | Caitríona Balfe ("A helyőrség parancsnoka")                                                                               | Elnyerte | [ 18 ]        |
| 2016 | Women's Image Network Awards              | Legjobb nő által írt sorozat                                                 | Anne Kenney ("Az esküvő")                                                                                                 | Jelölve  | [ 18 ]        |
| 2016 | Women's Image Network Awards              | Legjobb nő által írt sorozat                                                 | Toni Graphia ("Az ördög jele")                                                                                            | Elnyerte | [ 18 ]        |
| 2016 | Women's Image Network Awards              | Legjobb nő által rendezett sorozat                                           | Anna Foerster ("Az esküvő")                                                                                               | Jelölve  | [ 18 ]        |
| 2016 | Szaturnusz-díj                            | Legjobb televíziós fantasysorozat                                            | Outlander – Az idegen | Elnyerte | [ 19 ] [ 20 ] |
| 2016 | Szaturnusz-díj                            | Legjobb televíziós színésznő                                                 | Caitríona Balfe | Elnyerte | [ 19 ] [ 20 ] |
| 2016 | Szaturnusz-díj                            | Legjobb televíziós színész                                                   | Sam Heughan | Jelölve  | [ 19 ] [ 20 ] |
| 2016 | Irish Film & Television Awards            | Legjobb női főszereplő drámasorozatban                                       | Caitríona Balfe | Jelölve  | [ 21 ]        |
| 2016 | Costume Society of America                | Legjobb jelmeztervezés                                                       | Terry Dresbach | Elnyerte | [ 22 ]        |
| 2016 | Primetime Emmy-díj                        | Legjobb jelmez korszakos vagy fantasysorozatban, minisorozatban vagy filmben | Terry Dresbach, Elle Wilson, Nadine Powell, Anna Lau ("Ez már nem Skócia")                                                | Jelölve  | [ 13 ]        |
| 2016 | Primetime Emmy-díj                        | Legjobb díszlettervezés korszakos műsorban (egy vagy több órás)              | Jon Gary Steele, Nicki McCallum, Gina Cromwell ("Ez már nem Skócia" , "Hit")                                              | Jelölve  | [ 13 ]        |
| 2016 | BAFTA Scotland Awards                     | Legjobb televíziós dráma                                                     | Tall Ship Productions, Story Mining & Supply Co., Left Bank Pictures, Sony Pictures Television/Amazon Prime Instant Video | Jelölve  | [ 23 ]        |
| 2016 | BAFTA Scotland Awards                     | Legjobb színész televíziós sorozatban                                        | Sam Heughan | Jelölve  | [ 23 ]        |
| 2016 | BAFTA Scotland Awards                     | Legjobb színésznő televíziós sorozatban                                      | Caitríona Balfe | Elnyerte | [ 23 ]        |
| 2016 | Critics' Choice Television Awards         | Legjobb darálásra alkalmas sorozat                                           | Outlander – Az idegen | Elnyerte | [ 24 ]        |
| 2016 | Critics' Choice Television Awards         | Legjobb színész drámasorozatban                                              | Sam Heughan | Jelölve  | [ 24 ]        |
| 2016 | Critics' Choice Television Awards         | Legjobb színésznő drámasorozatban                                            | Caitríona Balfe | Jelölve  | [ 24 ]        |
| 2016 | Scottish Gaelic Awards                    | Nemzetközi díj                                                               | Àdhamh Ó Broin | Elnyerte | [ 25 ]        |
| 2016 | Hollywood Professional Association Awards | Legjobb színbesorolás televíziós sorozatban                                  | Steven Porter ("Hit") | Jelölve  | [ 26 ]        |
| 2016 | Hollywood Professional Association Awards | Legjobb hang televíziós sorozatban                                           | Nello Torri, Alan Decker, Brian Milliken, Vince Balunas ("Prestonpans")                                                   | Elnyerte | [ 26 ]        |
| 2017 | People’s Choice Awards                    | Az év tévéműsora                                                             | Outlander – Az idegen | Elnyerte | [ 27 ]        |
| 2017 | People’s Choice Awards                    | Az év prémium sci-fi/fantasyműsora                                           | Outlander – Az idegen | Elnyerte | [ 27 ]        |
| 2017 | People’s Choice Awards                    | Az év tévés sci-fi/fantasyszínésze                                           | Sam Heughan | Elnyerte | [ 27 ]        |
| 2017 | People’s Choice Awards                    | Az év tévés sci-fi/fantasyszínésznője                                        | Caitríona Balfe | Elnyerte | [ 27 ]        |
| 2017 | Globes de Cristal Award                   | Legjobb nemzetközi televíziós sorozat                                        | Outlander – Az idegen | Jelölve  | [ 28 ]        |
| 2017 | Satellite Award                           | Legjobb műfaji televíziós sorozat                                            | Outlander – Az idegen | Elnyerte | [ 29 ]        |
| 2017 | Satellite Award                           | Legjobb szereplőgárda televíziós sorozatban                                  | Outlander – Az idegen | Elnyerte | [ 29 ]        |
| 2017 | Satellite Award                           | Legjobb Blu-ray                                                              | Outlander – Az idegen | Elnyerte | [ 29 ]        |
| 2017 | American Society of Cinematographers      | Legjobb operatőri munka nem kereskedelmi televíziós sorozatban               | Neville Kidd ("Prestonpans")                                                                                              | Jelölve  | [ 30 ]        |
| 2017 | Golden Globe-díj                          | Legjobb női főszereplő (drámasorozat)                                        | Caitríona Balfe | Jelölve  | [ 31 ]        |
| 2017 | Oscar Wilde-díj                           | Oscar Wilde-díj                                                              | Caitríona Balfe | Elnyerte | [ 32 ]        |
| 2017 | Women's Image Network Awards              | Legjobb drámasorozat                                                         | Outlander – Az idegen | Elnyerte | [ 33 ]        |
| 2017 | Women's Image Network Awards              | Legjobb színésznő drámasorozatban                                            | Caitríona Balfe | Jelölve  | [ 33 ]        |
| 2017 | Women's Image Network Awards              | Legjobb nő által írt sorozat                                                 | Diana Gabaldon ("Enyém a bosszúállás")                                                                                    | Jelölve  | [ 33 ]        |
| 2017 | Szaturnusz-díj                            | Legjobb televíziós fantasysorozat                                            | Outlander – Az idegen | Elnyerte | [ 34 ]        |
| 2017 | Szaturnusz-díj                            | Legjobb televíziós színész                                                   | Sam Heughan | Jelölve  | [ 34 ]        |
| 2017 | Szaturnusz-díj                            | Legjobb televíziós színésznő                                                 | Caitríona Balfe | Jelölve  | [ 34 ]        |
| 2017 | Szaturnusz-díj                            | Legjobb televíziós vendégszereplő                                            | Dominique Pinon | Jelölve  | [ 34 ]        |
| 2017 | Irish Film & Television Awards            | Legjobb női főszereplő drámasorozatban                                       | Caitríona Balfe | Jelölve  | [ 35 ]        |
| 2017 | Rockie Awards                             | Legjobb sci-fi, fantasy vagy akciósorozat                                    | Outlander – Az idegen | Jelölve  | [ 36 ]        |
| 2018 | Golden Globe-díj                          | Legjobb női főszereplő (drámasorozat)                                        | Caitríona Balfe | Jelölve  | [ 37 ]        |
| 2018 | Visual Effects Society Awards             | Legjobb kisegítő vizuális effekt fotórealisztikus epizódban                  | Richard Briscoe, Elicia Bessette, Aladino Debert, Filip Orrby, Doug Hardy ("Viharszem")                                   | Jelölve  | [ 38 ]        |
| 2018 | Visual Effects Society Awards             | Legjobb szimulációs effektus epizódban, reklámban vagy valós idejű műsorban  | Jason Mortimer, Navin Pinto, Greg Teegarden, Steve Ong (a "Viharszem" című rész viharos tengeréért)                       | Jelölve  | [ 38 ]        |
| 2018 | Szaturnusz-díj                            | Legjobb televíziós fantasysorozat                                            | Outlander – Az idegen | Elnyerte | [ 39 ] [ 40 ] |
| 2018 | Szaturnusz-díj                            | Legjobb televíziós színész                                                   | Sam Heughan | Jelölve  | [ 39 ] [ 40 ] |
| 2018 | Szaturnusz-díj                            | Legjobb televíziós színésznő                                                 | Caitríona Balfe | Jelölve  | [ 39 ] [ 40 ] |
| 2019 | Golden Globe-díj                          | Legjobb női főszereplő (drámasorozat)                                        | Caitríona Balfe | Jelölve  | [ 41 ]        |
| 2019 | Szaturnusz-díj                            | Legjobb televíziós fantasysorozat                                            | Outlander – Az idegen | Jelölve  | [ 42 ]        |
| 2019 | Szaturnusz-díj                            | Legjobb televíziós színész                                                   | Sam Heughan | Elnyerte | [ 42 ]        |
| 2019 | Szaturnusz-díj                            | Legjobb televíziós színésznő                                                 | Caitríona Balfe | Jelölve  | [ 42 ]        |
| 2019 | Szaturnusz-díj                            | Legjobb televíziós női mellékszereplő                                        | Sophie Skelton | Jelölve  | [ 42 ]        |
| 2019 | Szaturnusz-díj                            | Legjobb televíziós vendégszereplő                                            | Ed Speleers | Jelölve  | [ 42 ]        |
| 2021 | Satellite Award                           | Legjobb színésznő drámasorozatban                                            | Caitríona Balfe | Jelölve  | [ 43 ]        |
| 2021 | Szaturnusz-díj                            | Legjobb televíziós fantasysorozat                                            | Outlander – Az idegen | Jelölve  | [ 44 ]        |
| 2021 | Szaturnusz-díj                            | Legjobb televíziós színész                                                   | Sam Heughan | Jelölve  | [ 44 ]        |
| 2021 | Szaturnusz-díj                            | Legjobb televíziós színésznő                                                 | Caitríona Balfe | Elnyerte | [ 44 ]        |
| 2021 | Szaturnusz-díj                            | Legjobb televíziós férfi mellékszereplő                                      | Richard Rankin | Jelölve  | [ 44 ]        |
| 2021 | Szaturnusz-díj                            | Legjobb televíziós női mellékszereplő                                        | Sophie Skelton | Jelölve  | [ 44 ]        |
| 2022 | British Academy Scotland Awards           | Legjobb színésznő televíziós sorozatban                                      | Caitríona Balfe | Jelölve  | [ 45 ]        |
| 2022 | British Academy Scotland Awards           | Közönségdíj                                                                  | Sam Heughan | Elnyerte | [ 45 ]        |
| 2022 | British Academy Scotland Awards           | Közönségdíj                                                                  | Richard Rankin | Jelölve  | [ 45 ]        |
| 2022 | Szaturnusz-díj                            | Legjobb televíziós akcióthriller-sorozat                                     | Outlander – Az idegen | Jelölve  | [ 46 ]        |
| 2022 | Szaturnusz-díj                            | Legjobb televíziós színész                                                   | Sam Heughan | Jelölve  | [ 46 ]        |
| 2022 | Szaturnusz-díj                            | Legjobb televíziós színésznő                                                 | Caitríona Balfe | Jelölve  | [ 46 ]        |
| 2022 | Szaturnusz-díj                            | Legjobb televíziós női mellékszereplő                                        | Sophie Skelton | Jelölve  | [ 46 ]        |
| 2023 | Szaturnusz-díj                            | Legjobb televíziós akcióthriller-sorozat                                     | Outlander – Az idegen | Elnyerte | [ 47 ]        |
| 2023 | Szaturnusz-díj                            | Legjobb televíziós színész                                                   | Sam Heughan | Jelölve  | [ 47 ]        |
| 2023 | Szaturnusz-díj                            | Legjobb televíziós színésznő                                                 | Caitríona Balfe | Elnyerte | [ 47 ]        |
| 2023 | Szaturnusz-díj                            | Legjobb televíziós női mellékszereplő                                        | Sophie Skelton | Jelölve  | [ 47 ]        |